# Станіслав Лянцкоронський (кам'янецький староста)
Станісла́в Лянцкоро́нський гербу Задора (пол. Lanckoroński Stanisław; 1465 — між 15 липня і 21 жовтня 1535) — польський шляхтич, військовий і державний діяч Королівства Ягайлонів, дипломат. Старший брат Предслава Лянцкоронського.

## Життєпис
Народився в сім'ї маршалка надвірного королівського Станіслава Лянцкоронського (пол. Stanisław Lanckoroński) та його дружини Анни Курозвенцької (пол. Anna Kurozwęcka).
30 березня 1497 р. став підчашим сандомирським після передачі посади йому братом Миколаєм. 1498 р. став королівським придворним. 1499 р. служив як ротмістр в обороні поточній на Поділлі.
Публічну службу розпочав за короля Олександра Ягеллона, яку ускладнювало незнання ним латини (1503 р. був послом від короля на сеймик генеральний малопольський, йому були змушені готувати переклад польською). 1503 р. був призначений послом у складі делегації Еразма Цьолка до Риму, але участі не брав. На межі 1503—1504 р. заступав тимчасово відсутнього на дворі маршалка надвірного Яна Рабштинського з Тенчина. Близько 1510 р. отримав посаду старости кам'янецького, відібрану в Отто Ходецького, також посаду старости генерального подільського. 12 липня 1510 як один з комісарів короля брав участь у з'їзді у Червоному, на якому спільно з представниками воєводи Молдавії Богдана III Сліпого укладено договір, яким врегульовували прикордонні польсько-молдавські суперечки; потім вважав за необхідне його розірвання на відміну від подільського воєводи Отто Ходецького. У листопаді 1510 р. король передав йому староства Коломийське та Снятинське (від 1511 р. мав спільно з Яном Творовським за ухвалою сейму їх контролювати). Від 1511 до квітня 1520 р. був стражником польним (лат. excubiarum praefectus). 1511 р. брав участь спільно з молдаванами у виправі проти татар. 1512 р. брав участь у відсічі татарському нападу на Русь, Поділля, розбивши один із загонів під Білкою. Брав участь у битві під Вишнівцем.
Брав участь у багатьох військових сутичках, битвах. Під час однієї з них — з молдаванами — як командир загону в критичній ситуації був врятований братами Стецьком (Яном) та Андрієм Боратинськими, що потім дозволило її виграти. 1511 р. разом з Яном Творовським успішно відбив напад кримських татар на військо волоського воєводи Богдана III Сліпого. Разом з єпископом Якубом Бучацьким у січні 1514 року — член королівської комісії щодо списання привілеїв мешканців Поділля на земські маєтності, 1516 р. разом з Марціном Каменецьким та Яном Творовським виграв бій у татарського чамбулу біля Теребовлі (за даними кс. Садка Баронча, було вбито 800 нападників біля Теребовлі, 500 — біля Підгаєць). Незважаючи на це, отримав сувору догану від короля через непорозуміння між С. Лянцкоронським та подільською шляхтою. Канцлер Ян Ласкі планував відібрати у нього посаду кам'янецького старости (завдяки підтримці Пйотра Томіцкого). 17 квітня 1520 р. брав участь у львівському з'їзді, який розробив нову схему організації оборони південно-східних околиць Польщі.
Польський король Сиґізмунд I Старий віддав йому замок у Скалі-Подільській, який пізніше він відбудував. Роботи виконувались міщанами. Замок бастіонного типу став символом міста. Три його вежі показані на стародавній печатці та на гербі міста (1531 р.).
Був доброчинцем костелу августиянів (святої Катерини) в Казімежу біля Кракова. У 1507—1508 р. входив до складу шляхетських спілок, що фінансували пошуки руд металів.
Помер неодруженим.

### Маєтності, власність
Значну увагу приділяв зростанню власних маєтностей, які розташовувалися:
- дідичні — у Щирицькому повіті Краківського воєводства, у тому числі Бжезє, Домброва, Шарув, Лисоканє, частина Чежова
- у Кракові мав дім над рікою Рудавкою.

Значний дохід мав з Кам'янецького староства. Головне джерело доходу — особисті надання та державлення королівщин. Був ощадливим, фінансував скарбницю короля. Спадкоємцем маєтностей призначив братанка Героніма Лянцкоронського (скальського старосту, сина Миколая, яким опікувався від смерті його батька)[джерело?]. 1509 року взяв у заставу село Білобоки від Прусіновського.

### Посади
Чесник сандомирський (1497 р.), придворний короля (1500 р.), кам'янецький (1508 або з 1510-го, яке отримав від Станіслава Ходецького), скальський (1515 р.) староста, стражник польний коронний (1517 р.), воєвода подільський (з 18 червня 1530 р.), сандомирський (з 31 березня, згідно метрики — з 7 квітня 1533 р.). Спільно з братом Миколаєм був державцем староств Добчинського (1489), Лянцкоронського (1504).